# Haha to Musume no Duet Song
Singles par Natsumi Abe
22 Sai no Watashi
(2003)
 Haha to Musume no Duet Song  (母と娘のデュエットソング) est un single attribué à Okei San to Abe Natsumi (Morning Musume) (おけいさんと安倍なつみ(モーニング娘。)), interprété en duo par Natsumi Abe (alors membre du groupe de J-pop Morning Musume) et par Keiko Yosumi (ex-membre de Rokumonsen ; sous le pseudonyme Okei San pour l'occasion), à l'image du duo "mère-fille" titre et thème du single.
Le single, coécrit et produit par Tsunku, sort le 1er mai 2003 au Japon sur le label hachama, trois mois avant la sortie du premier single en solo de Natsumi Abe, 22 Sai no Watashi. Il atteint la 18e place du classement de l'Oricon, restant classé pendant trois semaines. 
La chanson-titre figurera d'abord sur la compilation de fin d'année du Hello! Project Petit Best 4, puis sur le premier album solo de Abe Hitori Bocchi de 2004, ainsi que sur la compilation Hello! Project Special Unit Mega Best de fin 2008.
Le clip vidéo de la chanson figurera sur le DVD Petit Best 4 DVD de fin 2004, et sur celui de la compilation Special Unit Mega Best de 2008.

## Liste des titres
(Paroles de Tsunku, musiques de Hitoshi Komuro)
1. Haha to Musume no Duet Song (母と娘のデュエットソング?)
2. Koi (恋?)
3. Haha to Musume no Duet Song (Instrumental) (母と娘のデュエットソング...?)